# Bundesstraße 286
Die Bundesstraße 286 (Abkürzung: B 286) ist eine deutsche Bundesstraße im Nordwesten Bayerns. Sie beginnt bei der A 7 bei Bad Brückenau und führt über Bad Kissingen. Bei Schweinfurt kreuzt sie die A 71 und A 70. Nach Süden verläuft sie an Gerolzhofen vorbei und kreuzt in der Nähe von Wiesentheid die A 3, ehe sie bei Enzlar in die B 8 mündet.

## Geschichte

### Vorläuferbauwerke
Die alte Bundesstraße zwischen Poppenhausen über Maibach nach Schweinfurt verlief auf einem Abschnitt, der die Reichsstadt Schweinfurt nach Norden an die Chaussee zwischen Würzburg und Meiningen anband.

### Reichsstraße 286
Im Rahmen der Ausweisung von Reichsstraßen verlief die Straße von Bad Brückenau nach Schweinfurt. Sie war gedacht als schnelle Anbindung des Raumes nördliches Unterfranken mit dem Raum Nürnberg/Mittelfranken und durchlief damals zahlreiche Ortschaften. Im Reichsstraßenbedarfsplan 1937 wurde ein Teilstück der Reichsstraße 19, welche damals noch über Bad Kissingen in Richtung Schweinfurt führte, in Reichsstraße 286 umbenannt.
Ihr ursprünglicher Verlauf begann in Bad Brückenau an der Kreuzung mit der Reichsstraße 27 und verlief von dort wie heute über Geroda und Waldfenster. Bei Poppenroth knickte sie nach Osten zum Klaushof ab und erreichte Bad Kissingen westlich der Fränkischen Saale. Nach Oerlenbach verlief sie gemeinsam mit der Reichsstraße 19 nach Poppenhausen. Dort zweigte sie auf die alte Anbindungsstraße nach Schweinfurt ab, die erst in den 1950er Jahren asphaltiert wurde.

### Verlängerung nach Süden
Die nach dem Zweiten Weltkrieg zur Bundesstraße 286 umbenannten Straße wird auf historischen Karten Anfang der 1960er Jahre südlich von Schweinfurt greifbar. Sie verlief über Sennfeld und Grettstadt nach Gerolzhofen. Südlich der Stadt findet sich die Nomenklatur erst am Neubau der Schnellstraße zwischen Schweinfurt und Bundesautobahn 3 und damit auch weiterführend bis zur Bundesstraße 8.

### Streckenverlegungen und Neubauten bis 1975
Ende der 1950er Jahre wurde der Westring von Bad Kissingen errichtet und die Trassenführung in den 1960er Jahren über diesen geleitet. Im Rahmen der Anbindung der Stadt Bad Kissingen an die A 7 wurde vor 1971 ein Überwerfungsbauwerk an der Stelle errichtet, an der die St 2291 Richtung Oberthulba und die Anschlussstelle dort abzweigt, damit keine höhengleiche Kreuzung entsteht.
Bis etwa 1960 lief die B 286 durch den Schweinfurter Hauptfriedhof, worauf noch die Bezeichnung Maibacher Straße unmittelbar nördlich des Friedhofs hinweist. Auf dieser Linie querte die Bundesstraße den Friedhof und lief über die heute als Am Friedhof benannte Straße und die Friedhofstraße zur Obertorkreuzung, wo sie wieder auf den heutigen Verlauf trifft.
Anfang der 1960er Jahre wurde von Süden her erst bis Gerolzhofen die Schnellstraße errichtet, die auch heute noch den Streckenkörper der Bundesstraße bildet. Anfang der 1970er Jahre war auch der nördliche Abschnitt zwischen dem Kreuz Schweinfurt mit der damals noch als Bundesstraße 26a bezeichneten Bundesautobahn 70 und Gerolzhofen in die Karten übertragen worden. Seitdem verläuft die Bundesstraße über die Hahnenhügelbrücke (fertiggestellt 1967) und den Stadtring-West durch die Stadt, während sie zuvor über die Maxbrücke auf direktem Weg durch die Altstadt zum Obertor lief.

### Ausbauten und Neubauten ab 1975
Die Ortsdurchfahrt Geroda (in der Rhön) war sehr schmal und unfallträchtig und wurde erst in den späten 1990er Jahren bis 2005 ausgebaut.
Zwischen Poppenhausen und Maibach war die B 286 schmal, ausgefahren, alt und in höchstem Maße unfallträchtig. Vor Dittelbrunn kreuzte die B 286 die sogenannte Heeresstraße, eine Versorgungsstraße der US-Army. Erst in den 1980er und späteren 1990er Jahren erfolgte der Ausbau. (1971 Brückenbauwerk?) Heute ist die südlich von Maibach verlegte B 286 in diesem Teil der Streckenführung ein wichtiger Zubringer zur Anschlussstelle 29 „Poppenhausen“ der A 71.

### Änderungen im Bundesstraßennetz
Aufgrund der Eröffnung der Bundesautobahn 71 wurde die B 19 streckenweise herabgestuft. Der früher gemeinsame Abschnitt zwischen Oerlenbach und Poppenhausen war 2006 noch entsprechend als solcher beschrieben worden und ist in Baysis nunmehr nur als B 19 gewidmet. Der nördliche Abschnitt von der Einmündung der B 286 bis zur Anschlussstelle wurde vorübergehend auch als B 286 gewidmet. Derzeit (2021) läuft noch das Planfeststellungsverfahren für die Neutrassierung der B 286 zwischen Bad Kissingen und der A 71. Für eine vorübergehende Ertüchtigung wurde die Ortsdurchfahrt Oerlenbach saniert und aus Richtung Bad Kissingen kommend ein Kreisverkehr installiert, welche ein zukünftiges Oerlenbacher Gewerbegebiet anbindet. Ebenso wurde die Unterführung unter der Bahnstrecke Schweinfurt–Meiningen ertüchtigt, die Straße tiefer gelegt.
Von Bad Brückenau bis zur Autobahnanschlussstelle Bad Brückenau-Volkers ersetzt die B 286 die bisherige B 27. Diese wurde im Januar 2016 von der hessisch-bayrischen Landesgrenze bis Hammelburg zur Staatsstraße herabgestuft, nur der Abschnitt zwischen Autobahnanschlussstelle und bis zur Einmündung B 286 blieb Bundesstraße und wurde als Teil der B 286 ausgewiesen.

### Änderungen an der Kraftfahrstraße
Zwischen den Abfahrten Gerolzhofen-Nord und Schwebheim war bis Oktober 2015 die erlaubte Höchstgeschwindigkeit auf 120 km/h angehoben. Seit 2015 ist der vierstreifige Abschnitt zwischen den Abfahrten Grafenrheinfeld und Schweinfurt-Hafen wegen seiner Zubringerfunktion zur A 70 für Lkw mautpflichtig.
Südlich der Anschlussstelle Schweinfurt-Zentrum wurde 2021 bis hinter der Anschlussstelle Schwebheim die Straße auf zwei Fahrstreifen je Fahrtrichtung ausgebaut. Weiterhin wurden und werden Abschnitte teilweise im 2+1-System ausgebaut, um gefahrenloses Überholen zu ermöglichen. Für den Landkreis Kitzingen wurden im Frühjahr 2021 die Pläne dazu stillgelegt. Entsprechendes wird für eine Wende in der Verkehrspolitik ebenfalls gefordert. Stattdessen soll die Bahnstrecke Kitzingen–Schweinfurt wieder instand gesetzt werden, um den Verkehr Richtung Schweinfurt bzw. Kitzingen aufzunehmen.

### Chronologie
Sofern auf wenige Jahre eingrenzbar, wird eine Zeitspanne genannt. Unter dem Begriff Reichsstraße 286 bzw. Bundesstraße wurden Straßen folgend ausgewiesen:
- ca. 1939 Bad Brückenau–Bad Kissingen (über Klaushof)–Maibach–Schweinfurt (Karte des Deutschen Reiches 1:100000; Gersfeld 488, Herausgabejahr 1939; Würzburg 530, Herausgabejahr 1940, Schlüchtern 487, Herausgabejahr 1941)
- 1957–1963 Verlegung der Bundesstraße westlich Bad Kissingens über Garitz (Topographische Karte 1:50000, Bad Neustadt a. d. Saale L5726, Herausgabejahr 1957; Topographische Karte 1:25000 Bad Kissingen Nord 5726, Herausgabejahr 1963)
- 1958–1961 Verlängerung der Bundesstraße nach Süden bis Gerolzhofen (Topographische Karte 1:50000; Schweinfurt L5926, Herausgabejahr 1958; Volkach L6126, Herausgabejahr 1961)
- 1961–1964 Bau der Kraftfahrstraße von Wiesentheid bis Gerolzhofen (Gerolzhofen L6128, Herausgabejahr 1961; Topographische Karte 1:50000, Topographische Karte 1:25000, Ebrach 6128, Herausgabejahr 1964)
- 1961–1964 Verlängerung der Bundesstraße bis zur B 8 (Topographische Karte 1:50000; Volkach L6126, Herausgabejahr 1961; Topographische Karte 1:25000, Wiesentheid 6228, Herausgabejahr 1964)
- 1966–1971 Bau der Kraftfahrstraße bis nach Schweinfurt (Topographische Karte 1:50000, Volkach L6126, Herausgabejahr 1966; Topographische Karte 1:25000, Schweinfurt 5927, Herausgabejahr 1971)

## Verlauf
Die B 286 verbindet die A 7 in Bad Brückenau mit der B 8 (bei Markt Bibart).

### Bad Brückenau – Bad Kissingen
Die B 286 beginnt an der Anschlussstelle 94 Bad Brückenau-Volkers der Bundesautobahn 7 und führt am Volkersberg vorbei, ehe sie nach Streckenführung am Hang entlang Bad Brückenau erreicht. Nach zwei Kehren verläuft sie in einer engen 90-Grad-Kurve und nimmt anschließend den um die Innenstadt geleiteten Verkehr der früheren B 27 auf. Sie folgt anschließend einige Kilometer dem Sinntal. Hinter Römershag kreuzt sie die frühere Bahntrasse der Bahnstrecke Jossa–Wildflecken und verlässt wie die A 7 das Tal südwärts zur Anschlussstelle 95 Bad Brückenau/Wildflecken. Sie streift die Schwarzen Berge südlich und die Brückenauer Kuppenrhön nördlich. Hinter Geroda folgt eine Kehrenkombination zum Höhenanstieg. Anschließend folgen mehrere Waldgebiete und Rodungsgebiete in der Südrhön, wobei nur Waldfenster durchquert wird, die anderen Orte allenfalls tangiert werden.
Östlich von Albertshausen knickt die Straße nach Osten ab. Die Straße von Bad Kissingen Richtung Oberthulba muss von Norden kommend mit einem Brückenbauwerk gequert werden. Richtung Bad Kissingen führt die Straße als Bundesstraße weiter, Richtung Oberthulba als Staatsstraße. Im Raum Bad Kissingen verläuft sie auf der Westring genannten Ausfallstraße. Vor der Fränkischen Saale nimmt sie die von Hammelburg kommende B 287 auf. Hinter der Flussquerung zweigt die Bundesstraße nach Süden ab, während die B 287 weiter nach Nordosten führt.

### Bad Kissingen – Schweinfurt
Ab Bad Kissingen verläuft die B 286 durch das Gebiet der Mainfränkischen Platten. Südlich von Arnshausen führt die Bundesstraße kurvenreich durch ein Wasserschutzgebiet und erreicht schließlich Oerlenbach. Am Ortsausgang unterquert sie die Bahnstrecke Schweinfurt–Meiningen und erreicht die Bundesstraße 19. Nach Norden zur Anschlussstelle 28 Bad Kissingen/Oerlenbach der A 71 teilen sich die Straßen den Verlauf.
Nach Süden ist sie bis Poppenhausen unterbrochen. Östlich des Ortes beginnt sie erneut an der Kreuzung mit der B 19 und führt den Berg zur Anschlussstelle 29 Poppenhausen und von dort aus an Dittelbrunn vorbei nach Schweinfurt. Siedlungsgebiete werden tangiert. Östlich des Hauptfriedhofs knickt sie nach Süden ab und knickt erneut ab nahe dem Obertor knickt sie erneut ab und verläuft für wenige 100 Meter gleich mit der B 303. Anschließend zweigt sie wiederum nach Südwesten ab. Nach einer erneuten abknickenden Vorfahrt nach Süden durchschneidet sie auf der Landwehrstraße das Westliche Gründerzeitviertel von Schweinfurt. Nach einer Ampelkreuzung folgen mehrere Auf- und Abfahrten weiterer Straßen und die Unterquerung der Bahnstrecke Bamberg–Rottendorf. Anschließend zweigt mehrstreifig die frühere B 26 ab während die B 286 auf der Hahnenhügelbrücke den Main quert.

### Schweinfurt – Wiesentheid
Über die Hahnenhügelbrücke werden die Industriegebiete Hafen und Maintal erreicht. Die Strecke durch das Steigerwaldvorland ist weitgehend steigungsfrei und die Kurvenradien sind weitläufig. Da die Strecke keine Ortsdurchfahrten aufweist, werden sie durch Anschlussstellen angebunden, wobei nicht alle Ortschaften eine Anschlussstelle haben. Dabei können sie durch die Straße trotzdem tangiert werden. Größere Orte und Städte sind Gerolzhofen, Prichsenstadt (ohne eigene Anschlussstelle) und Wiesentheid. Teilweise verlaufen Staatsstraßen und Bundesstraße parallel.

### Wiesentheid – Enzlar
Südlich von Wiesentheid befindet sich die gleichnamige Anschlussstelle an der A 3, die anders als die AS Schweinfurt-Zentrum nicht als vollständiges Kleeblatt errichtet wurde. Die B 286 umfährt Rüdenhausen östlich und verläuft weiter in Richtung Süden nach Castell, wo erstmals wieder ein Ort durchfahren wird. Anschließend steigt die Strecke verhältnismäßig zügig und ohne Kehren an auf den Trauf des Steigerwalds. Im Steigerwald werden nur noch kleinere Ortschaften tangiert oder durchfahren, bevor sie vor Markt Bibart bei Enzlar auf die B 8 trifft und dort endet. Hierbei wechselt die sonst weitgehend auf unterfränkischem Gebiet verlaufende Bundesstraße für wenige Kilometer nach Mittelfranken, um nach einem weiteren Stück in Unterfranken in Mittelfranken zu enden.

## Ausbauzustand

### Fahrstreifen
Abgesehen von Schweinfurt und südlich anschließenden Kraftfahrstraße ist die Anzahl der Fahrstreifen eine in jede Fahrtrichtung.
Aufgrund des erhöhten Verkehrsaufkommens, insbesondere durch den Berufsverkehr, wird die Strecke zwischen Schweinfurt und Gerolzhofen stark befahren. Die B 286 stellt für den südlichen Landkreis Schweinfurt die primäre Verbindung nach Schweinfurt dar. Im Abschnitt zwischen Schweinfurt und Wiesentheid ist die B 286 kreuzungsfrei ausgebaut, als Zufahrt nach Schweinfurt und als Autobahnzubringer zwischen der Bundesautobahn 70 und der Bundesautobahn 3. Hier befinden sich keine größeren Steigungen, Kurvenradien sind weitläufig, Ingenieursbauwerke wurden von Anfang an für eine vierstreifige Straße hergerichtet. Diese Strecke ist als Kraftfahrstraße ausgeschildert.
In Schweinfurt ist nördlich der Innenstadt die Straße nach Osten ab Höhe Roßbrunnstraße zweistreifig, um rechtzeitiges Entflechten zu ermöglichen. Zwischen der Kreuzung mit der Ignaz-Stein-Straße und der Mainquerung ist die Straße stadtauswärts einstreifig, stadteinwärts zweistreifig, wobei die abbiegenden Fahrzeuge keine separate Abbiegestreifen haben. Nördlich der Luitpoldstraße ist die Straße zweistreifig mit selben System. Linksabbieger müssen eine Schleife fahren. Ab der Abfahrt mit Holländerrampen sind die Fahrtrichtungen baulich getrennt. Bis hinter der Anschlussstelle Schwebheim werden 2 × 2 Fahrstreifen beibehalten.
Im weiteren Verlauf ist die Straße teilweise im 2+1-System ausgebaut. Zwischen Unterspiesheim und Alitzheim befindet sich in jeder Fahrtrichtung ein entsprechender Abschnitt, weiterhin von Alitzheim nach Süden. Südlich von Gerolzhofen ist ein entsprechender Abschnitt zum Überholen Richtung Norden hergerichtet. Von Schwebheim bis zur Anschlussstelle Gerolzhofen-Nord sind die Brücken über die B 286 von Beginn an für den vierstreifigen Ausbau vorgesehen. Die Anschlussstellen besitzen zumeist einen sehr kurzen, breiter werdenden Verzögerungsstreifen und selten einen Beschleunigungsstreifen, wenngleich inzwischen einige Anschlussstellen nachgerüstet wurden.

### Kreuzungspunkte
Mit wenigen Ausnahmen und dem Kraftfahrstraßenabschnitt sind die Kreuzungen höhengleich.
Im Landkreis Bad Kissingen bildet die Ausnahmen die Kreuzung mit der St 2491 Bei erstgenannten ist ein Überwerfungsbauwerk errichtet, um die von Norden kommende B 286 in den Verkehr der St 2491, der von der Anschlussstelle Bad Kissingen/Oberthulba kommt, kreuzungsfrei einzufädeln. Die Kreuzung mit der B 287 Richtung Hammelburg hat als Besonderheit, dass die B 287 noch einen Bogen beschreibt, bevor sie unter der Südbrücke genannten Saalequerung entlang des Flusses nach Süden führt.
Die als Kreuz ausgewiesene Anschlussstelle Schweinfurt-Zentrum ist als Kleeblatt ausgeführt. Ein separater Verflechtungsstreifen ist nur bei der A 70 in Fahrtrichtung Bamberg vorhanden. Die AS Schweinfurt-Zentrum ist die am stärksten frequentierte Auf- und Abfahrt von und nach Schweinfurt. Die Anschlussstelle Unterspiesheim ist eine linksgeführte Trompete. Andere Anschlussstellen sind in der Bauform Halbes Kleeblatt oder Halbes Diagonal-Kleeblatt gebaut. Ausnahme ist die Anschlussstelle Grafenrheinfeld. Wegen der nahen Staatsstraße nach Schwebheim gibt es Richtung Schweinfurt keine längeren Rampen, sondern es folgt ein Kreisverkehr. Die Distanzen zwischen den Anschlussstellen variieren stark.
Vor der Anschlussstelle Wiesentheid existiert eine Ampelkreuzung. Die Ortsumgehung Rüdenhausen ist bis auf die Kreuzung mit der alten Bundesstraße, die ein Kreisverkehr ist, teilplangleich.

### Parkplätze
Entlang der Bundesstraße sind Parkplätze errichtet worden.
Eine Form der Parkplätze sind schlauchförmige kurze Parkplätze für wenige PKW oder LKW, die parallel zur Bundesstraße mit einer Einfahrt und einer Ausfahrt ausgestattet sind und die außer über Sitzbänke kaum weitere Infrastruktur verfügen, ebenso keine Toiletten. Schwerpunkte befinden sich im Naturpark Bayerische Rhön und an der Kraftfahrstraße, sind aber auch in unregelmäßigen Abständen andernorts ausgewiesen. Sie entsprechen der inzwischen nicht mehr praktizierten Bauweise alter Rastplätze und wurden insbesondere im Abschnitt zwischen Schweinfurt und der Bundesautobahn 3 gesperrt und teilweise zurückgebaut.
Weiterhin gibt es mehrere Pendlerparkplätze an Anschlussstellen der kreuzenden Autobahnen. Neben „wilden“ Pendlerparkplätzen sind welche ausgewiesen an den Anschlussstellen 95 Bad Brückenau/Wildflecken der A 7, den AS 28 Bad Kissingen/Oerlenbach und 29 Poppenhausen der A 71. Ebenso befindet sich nahe Burkardroth, an der Kreuzung mit der St 2290 ein Pendlerparkplatz. Ein Autohof an der Anschlussstelle 75 Wiesentheid der A 3 befindet sich an der alten Bundesstraße in Rüdenhausen.
Weitere Parkplätze gehören zum Parksystem der jeweiligen Gemeinden und Städte.

## Zukünftige Bauvorhaben

### Bundesstraße 286n
Zur leistungstüchtigen Anbindung der Stadt Bad Kissingen ist ein Neubau der Bundesstraße an anderem Ort als bisher in Planung, da die alte Strecke durch ein Wasserschutzgebiet verläuft und die kurvige Strecke am Berghang entlang auch nicht mehr auf aktuelle Straßenstandards ertüchtigt werden kann.
Die B 286n neu ist derzeit noch im Planfeststellungsverfahren und soll Bad Kissingen mit einer leistungsfähigen Anbindung mit der Bundesautobahn 71 verbinden. Geplanter Verlauf ist beim Ortsausgang Bad Kissingen mit einer Untertunnelung der Bahnstrecken Ebenhausen–Bad Kissingen und Gemünden–Bad Kissingen, einer Brücke über das Lollbachtal bei Arnshausen und einem dreistreifigen Ausbau über Eltingshausen. Eltingshausen wird hierbei umfahren. Die Straße soll auf Höhe der bisherigen Einmündung der Kreisstraße KG 43 in die frühere B 19 und heutige Staatsstraße St 2245 einmünden. Ab da wird die Staatsstraße wieder zur Bundesstraße hochgestuft bis zur Anschlussstelle 28 Bad Kissingen/Oerlenbach der A 71.
Änderungen im Bestandsnetz sind die Herabstufung einiger Kreisstraßen sowie der alten Bundesstraße. Zwischen der Einmündung der KG 6 nach Ramsthal und Arnshausen wird die Strecke auf 1,5 km komplett zurückgebaut.